# Phare de Smygehuk
Le phare de Smygehuk (en suédois : Smygehuks fyr) est un  phare situé à Smygehuk, appartenant à la commune de Trelleborg, dans le Comté de Scanie (Suède).
Le phare de Smygehuk est inscrit au répertoire des sites et monuments historiques par la Direction nationale du patrimoine de Suède .

## Histoire
Le phare, mis en service en 1882, fonctionnait à l'huile minérale. Quand il fut électrifié et fut aussi équipé d'une ampoule à incandescence de 1,000 watts. Aujourd'hui, l'objectif rotatif d'origine ne tourne plus, et la lampe est seulement de 60 watts.
La maison du gardien a été transformée, en 1985, en auberge de jeunesse. Le site a également été une station météorologique jusqu'en avril 1984.
Le phare a été mis hors service en 1975 en faveur du phare offshore de Kullagrundet. À la suite d'une initiative de la municipalité de Trelleborg, le phare a été réactivé en avril 2001.

## Description
Le phare  est une tour cylindrique en fonte  de 17 mètres de haut, avec une galerie et une lanterne. Le phare est peint en blanc et la lanterne est grise métallique. Il émet, à une hauteur focale de 19,6 mètres, trois éclats blancs toutes les 20 secondes. Sa portée nominale est de 14 milles nautiques (environ 26 km).
Identifiant : ARLHS : SWE-355 ; SV-6576 - ex-Amirauté : C2439 - NGA : 5606 .

## Caractéristique dufeu maritime
Fréquence : 20 secondes (W)
- Lumière : 0.7 secondes
- Obscurité : 8.2 secondes
- Lumière : 0.7 secondes
- Obscurité : 1.5 secondes
- Lumière : 0.7 secondes
- Obscurité : 8.2 secondes

|          |
| Le phare |

|                        |
| La maison des gardiens |

### Lien connexe
- Liste des phares de Suède